# Las viudas (película de 1966)
Las viudas es una comedia española que cuenta tres historias: Luna de miel, dirigida por Pedro Lazaga, El aniversario, dirigida por Julio Coll y El retrato de Regino, dirigida por José María Forqué, en las que los tres maridos acaban muertos por distintas circunstancias.

## Luna de miel
- Intérpretes: Arturo Fernández, Irán Eory, Juanjo Menéndez, Antonio Garisa, Luis Barbero
- Argumento: un hombre recién casado se va consumiendo físicamente desde la luna de miel por culpa de la excesiva fogosidad de su bella esposa.

## El aniversario
- Intérpretes: Alberto Closas, Julia Gutiérrez Caba, Aída Power, Luchy Soto, Sancho Gracia, Manuel Alexandre
- Argumento: una pareja madura celebra su aniversario felizmente, pero en realidad él lleva una doble vida: mantiene una aventura con una joven a la que saca muchos años.

## El retrato de Regino
- Intérpretes: Gabriella Pallotta, José Luis López Vázquez, Alfredo Landa, Antonio Ferrandis, Sazatornil, Giancarlo Del Duca, Rafaela Aparicio
- Argumento: una apenada viuda decide cambiar su vida cuando descubre que su difunto marido en realidad no era como pensaba.